# Chardogne
Chardogne é uma comuna francesa na região administrativa de Grande Leste, no departamento de Meuse. Estende-se por uma área de 12,82 km². Em 2010 a comuna tinha 308 habitantes (densidade: 24 hab./km²).